# KMG Klinikum Sondershausen
Das KMG Klinikum Sondershausen ist ein Akutkrankenhaus mit Sitz im thüringischen Sondershausen im Kyffhäuserkreis und ein Krankenhaus mit regionalem (intermediärem) Versorgungsauftrag. Es gehört zum Unternehmensverbund der KMG Kliniken aus Brandenburg.

## Geschichte
Den Grundstein für das heutige Krankenhaus legte der damalige Fürst Karl Günther von Schwarzburg-Sondershausen am 5. Mai 1886 mit der Schenkung des Geländes „Bellevue an die Stadt“, auf dem das neue „Landeskrankenhaus“ entstehen sollte. Dieses wurde nach knapp eineinhalb Jahren Bauzeit am 28. Oktober 1887 mit vier Mitarbeitern und 42 Betten eröffnet. Zwischen 1919 und 1921 wurde das Krankenhaus in Richtung Osten erweitert, damit einher gingen mehr Bettenkapazitäten sowie ein Operationssaal, ein Röntgenapparat und ein Labor. Von 1936 bis 1938 erfolgte eine weitere Erweiterung des Krankenhauses mit dem Bau eines Wirtschaftsgebäudes mit Wäscherei und Küche.
Zum Ende des Zweiten Weltkrieges wurde das Krankenhaus und das Wirtschaftsgebäude am 8. April 1945 beim Luftangriff auf Sondershausen getroffen und teilweise schwer zerstört, sodass in den Jahren 1945 und 1946 die Beseitigung der Schäden am Haupt- und Wirtschaftsgebäude und die Wiederaufnahme des Betriebes im Vordergrund standen. Erst im Jahr 1965 begann man mit den Wiederaufbau des Bettenhauses, welches am 6. November 1967, nach gut 2 Jahren Bauzeit fertiggestellt wurde. Im selben Jahr der Fertigstellung des Bettenhauses begann man mit der Errichtung eines Heizhauses und den zahlreichen Rekonstruktions- und Renovierungsarbeiten.
Über die Jahre wurden die Gebäude wieder aufgebaut, sodass man sich in den Jahren 1992–1996 auf die Errichtung eines Erweiterungsbaues spezialisieren konnte. Dieser hochmoderne Komplex konnte am 9. Januar 1997 durch den damaligen Thüringer Ministerpräsidenten Bernhard Vogel offiziell übergeben werden. Am 1. Januar 2003 übernahm das Deutsche Rote Kreuz das Krankenhaus, womit es auch den Namen „DRK Krankenhaus Sondershausen“ erhielt. Zuletzt wurde in den Jahren 2009–2011 die Sanierung des Bettenhauses vollzogen. Im Jahr 2018 beantragte die DRK gemeinnützige Krankenhausgesellschaft Thüringen Brandenburg mbH aufgrund von Zahlungsschwierigkeiten ein Insolvenzverfahren beim Amtsgericht Mühlhausen. Am 18. März 2019 wurde bekannt, dass die Kliniken des bisherigen Trägers in Bad Frankenhausen, Sondershausen, Sömmerda und Luckenwalde von den KMG Kliniken übernommen werden sollen.

## Einrichtungen und Fachabteilungen
Das KMG Klinikum Sondershausen hat 172 Betten und beschäftigt rund 265 Mitarbeiter. Es ist damit einer der größten Arbeitgeber der Stadt Sondershausen.

### Fachabteilungen
Das KMG Klinikum Sondershausen unterhält 6 Fachabteilungen.
- Allgemein- u. Visceralchirurgie (mit Chirurgischer Endoskopie)
- Anästhesie/Intensivmedizin & Schmerztherapie
- Geriatrie
- Gynäkologie und Geburtshilfe
- Innere Medizin
- Unfallchirurgie und Orthopädie

### Einrichtungen und Einmieter
- Ambulante Tagesklinik
- 4 Operationssäle (mit Zentralsterilisation)
- Physiotherapie
- Ergotherapie
- weitere klinische Einrichtungen: Rezeption, Hubschrauberlandeplatz, Zentrale Notaufnahme mit Schockraum
- Patienten- und Besucherservice: Cafeteria